# In the Dark (singel Dev)
In the Dark – drugi singel amerykańskiej piosenkarki Dev z jej debiutanckiego albumu zatytułowanego The Night the Sun Came Up. Piosenka została napisana przez Devina Tailes i The Cataracs, którzy zajęli się też produkcją. Utwór został wydany 25 kwietnia 2011 roku przez wytwórnię Universal Republic. Wydano także oficjalny remiks nagrany z gościnnym udziałem Flo Ridy. W Stanach Zjednoczonych, „In the Dark” zadebiutował na 92 pozycji na liście Billboard Hot 100 w kwietniu 2011 roku. Po kilku tygodniach dotarł do jedenastego miejsca. Singel stał się numerem jeden na Słowacji, a w Wielkiej Brytanii, Danii, Irlandii i Kanadzie dotarł do pierwszej trzydziestki.

## Lista utworów
- Digital download[1]

1. „In the Dark” – 3:48

- Digital EP[4]

1. „In the Dark” (Radio Edit) – 3:30
2. „In the Dark” (feat. Flo Rida) – 3:40
3. „In the Dark” (Proper Villains Remix) – 4:26
4. „In the Dark” (Havana Brown Remix) – 5:33
5. „In the Dark” (Music video) – 3:46

- Remix download[2]

1. „In the Dark” (feat. Flo Rida) – 3:39

- Remix EP[5]

1. „In the Dark” (Proper Villains Remix) – 4:27
2. „In the Dark” (Hype Jones 2012 Remix) – 4:33
3. „In the Dark” (DJ Havoc & SpekrFreks Remix) – 3:28
4. „In the Dark” (Static Revenger Remix) – 6:26
5. „In the Dark” (Johan Wedel Remix) – 6:30
6. „In the Dark” (Benzi & DStar Remix) – 4:42
7. „In the Dark” (DJ Vice Remix) – 6:30
8. „In the Dark” (DJ Kue Remix) – 6:52
9. „In the Dark” (DJ Enferno Remix) – 6:08
10. „In the Dark” (Ranidu Remix) – 5:38
11. „In the Dark” (Alfa Paare Remix) – 5:17

## Pozycje na listach
| Lista (2011-12)                    | Najwyższa pozycja |
| ---------------------------------- | ----------------- |
| Australia (ARIA Charts)            | 41                |
| Dania (Tracklisten)                | 22                |
| Irlandia (IRMA)                    | 33                |
| Kanada (Canadian Hot 100)          | 13                |
| Słowacja (IFPI)                    | 1                 |
| Wielka Brytania (UK Singles Chart) | 39                |
| US Billboard Hot 100               | 11                |
| US Hot Dance Club Songs            | 1                 |
| US Latin Songs                     | 31                |
| US Pop Songs                       | 8                 |